# 5097 Axford
5097 Axford eller 1983 TW1 är en asteroid i huvudbältet som upptäcktes den 12 oktober 1983 av den amerikanske astronomen Edward L.G. Bowell vid Anderson Mesa Station. Den är uppkallad efter den nyzeeländska astronomen Ian Axford.
Asteroiden har en diameter på ungefär 12 kilometer.